# Wizardry Online
『Wizardry Online』（ウィザードリィ オンライン）は、ゲームポット運営・ヘッドロック開発によるWindows用オンラインゲーム(MMORPG)であり、2011年10月14日から2016年12月20日まで運用されていた。本作は、ウィザードリィルネサンスシリーズの中核とされ、他のルネサンスシリーズと共通の世界観を持つ。

## 開発過程
2006年11月、アエリアの子会社であるアエリアIPM（現・IPM）が、SirTech Canada社及び1259190 Ontario社からWizardry6〜8の著作権などをはじめとする一切の権利と、Wizardryの全世界における商標権を取得する。その後2008年2月、ゲームポットがアエリアIPMの株主となった。
2011年5月21日、ゲームポットは「Wizardry Online」を正式発表した。その際、本ゲームの特徴として、(1)トラップやリドルが多数仕掛けられた「迷宮」、(2)ボス以外の敵モンスターも強力な「高難易度」、(3)キャラクター消失（ロスト）やPK可能な「生と死」を挙げ、当初からヘビーユーザー向けであることを明らかにした。同年5月28日と29日の2日間、クローズドβテスターに申し込んだ人のうちで先着1万名を対象とした負荷テストが実施された。
6月18日からクローズドβテストが行われたのち、10月7日からオープンβテストが実施され、2011年10月14日から正式サービスが開始された。
2013年2月26日に上位職の侍および司教(ビショップ)が、同3月26日に君主(ロード)および忍者が実装された。
2013年1月31日(日本時間)、北米および欧州で英語版Wizardry Onlineの正式サービスが開始された。また同9月25日(日本時間)、ロシアでの正式サービスが開始された。しかし、英語版Wizardry Onlineは2014年7月31日をもってのサービス終了が告知された。
日本においても2016年12月20日23時をもってサービスを終了した。

## ゲーム内容
プレイヤーは4つの基本職業(ファイター、シーフ、プリースト、メイジ)から1つを選び、クエストをクリアすることでゲームを進行させる。

### キャラクター
各ワールドに最大2つのソウルを作成可能であり、初期状態では各ソウルに最大3つまでキャラクターを作成でき、キャラクタースロットを購入する(有料)ことによって最大8つまで増やすことができる。
キャラクターの種族はヒューマン、エルフ、ドワーフ、ノーム、ポークルの5つ（ドワーフは男性のみ、ノームは女性のみ）が用意されており、それぞれの種族に対してパラメータや種族特性に起因する得意分野・不得意分野が存在する。
職業は基本職業ファイター、メイジ、シーフ、プリーストの4つが用意されている。キャラクターを成長させることで、他の基本職業やサムライ、ビショップ、ロード、ニンジャといった上位の職業に転職ができる。
アライメントには秩序・中立・混沌の3つの種類があり、職業によっては特定のアライメントによってスキルに追加効果がつく場合がある。一方、パラメータやアライメントによっては就くことができない職業もある。パラメータとアライメントはキャラクター作成時にユーザーが多少調整できる。

#### ソウルランク
本作では、キャラクターのレベルに加えてソウルにもレベルがあり、ソウルランク(SR)と呼ぶ。ゲーム開始時点のソウルランクは1であるが、ソウルポイントを獲得することによって、現時点で最大24まで上げることができる。ソウルポイントはクエストをクリアしたり敵を倒したりすることで得られる。
ソウルランクを上げることで、レベル上限の開放、蘇生率の上昇、クローク拡張、新アイテム販売開始等の恩恵を受けることができるようになる。また、アイテムには装備条件としてキャラクターのレベルとソウルランクが設定されているものがあり、ソウルランクを上げることでより強力なアイテムを装備できるようになる。

#### スキル
本作では、キャラクターの職業に応じたスキルツリーが用意され、スキルポイントを使用することでスキルテーブルに配置された特技や魔法などのスキルを獲得する。また、スキルにはレベルがあり、取得したスキルに対してさらにスキルポイントを割り振ることでスキルのレベルを最大7まで上げることができる。獲得したスキルはショートカットアイコンに入れて使用する。
スキルポイントはキャラクターのレベルが上がるたびに1ポイントずつ得られるが、一度獲得したスキルをリセットするには、ソウルランク4以下であれば所定のNPCがスキルをリセットをしてくれるが、それ以上になると課金アイテムの購入が必要になる。アップデートにより、新スキルが導入される際にも、先述の条件以外でもスキルリセットをしてくれる場合がある。

#### 転職とスキル継承
ソウルランクが3以上になると、街に存在するファイターギルド、メイジギルド、シーフギルド、プリーストギルドの4つの職業ギルドでキャラクターの職業を変更することができる。これを転職と呼ぶ。
転職をするとキャラクターのレベルは1に戻り、スキルテーブルも新しい職業のものに変更されスキルポイントはリセットされるが、既に獲得したスキルのいくつかを選択して転職後に引き継ぐことができる。転職後に引き継ぐことができるスキルの最大種類数及び合計レベルは、その時点のソウルランクによって決定され、これを超えて引き継ぐことはできない。
一定の条件を満たすと、上位職といわれるビショップ、サムライ、ロード、ニンジャに転職することができる。ただし、そのハードルは非常に高く、特定のアイテムを集めた後、各ダンジョンのボスを倒すというもので、単独での攻略は事実上不可能となっている。

#### 死亡と復活・ロスト
HPが0になるとキャラクターは死亡し魂の状態となるが、寺院や蘇生魔法、ダンジョンにある守護者の像を利用することで蘇生を試みることができる。蘇生成功率はキャラクターの状態によって決まり、加えて所持金やアイテムを捧げることで成功率を変化させることができる。
蘇生に失敗すると灰の状態となる。さらに灰の状態でもう一度蘇生に失敗すると、キャラクターはロストしてしまい復活できなくなる。
ダンジョンで死亡した際、ウォーカーに10回捕まる、または死亡して12時間が経過すると灰になり、さらにそれらが重なるとロストする。
宝箱の罠やトラップによっては死んでいきなり灰の状態になることもあり、その場合は1度の蘇生失敗でロストしてしまう。

### クエスト
クエストにはストーリークエストとミッションがある。ストーリークエストを進めると物語が進み新しいダンジョンに行けるようになる。ミッションは達成することで経験値や賞金、報酬を受け取ることができる。
繰り返し受けられるミッションと1キャラクターにつき一度しか受けられないミッションがあり、一度しか受けられないミッションの中にはアライメントを変動させるものもある。また、特殊なアイテムが貰える期間限定イベントも実施されることがある。
冒険者ギルドからのミッションで、その日初めて受けるミッションについては、獲得できる経験値とゴールドが2倍になる。イベントによっては、3倍になったりもする。

### 鍛錬
ソウルランクが3以上になると、街の鍛冶屋でアイテム(武器、防具、装飾品)を鍛錬して性能を強化することができるようになる。
鍛錬を行うには、鍛錬対象アイテム、アイテムの種類に対応する鍛錬石、アイテムのソウルランクに応じた鍛錬費用の3つが必要になる。鍛錬に成功するとアイテムは強化され、累積鍛錬回数に応じた数値が付与される。失敗すればアイテムは消滅する。使用した鍛錬石は鍛錬の成功・失敗に関わらず消費される。鍛錬の成功率は鍛錬対象アイテムの品質(Poor,Normail,Good,Master)によって異なり、アイテムの品質が良くなるほど成功率は下がり失敗しやすくなる。同様に、累積鍛錬回数が多くなればなるほど成功率は下がり失敗しやすくなる。

### プレイヤー間のアイテム売買
プレイヤーは、露店やオークションによって他のプレイヤーとの間でアイテムを売買できる。
露店
他のプレイヤーが露店を出している場合、提示されたゴールドを支払ってアイテムを購入することができる。露店は街であってもダンジョンであっても特に制限なく出すことができるが、露店を出している間はキャラクターを動かすことができない。街での露店中は他のプレイヤーから攻撃されない。

オークション
街のオークション会場では、プレイヤーが所有するアイテムを出品したり、他のプレイヤーが出品中のアイテムを落札して購入することができる。出品者側は手数料を取られるが、落札者側は手数料を取られない。通常だと出品は最大3点、入札は4点までだが課金アイテムであるディメント褒章を使用している場合は最大5点まで出品、最大8点まで入札できる。

### 犯罪
本作では、ソウルランク2以上になると他のプレイヤーを攻撃・殺害するPKが可能となる。
PKは、ダンジョンだけでなく街でも可能となっている。犯罪者ではない一般冒険者を攻撃すると犯罪となり一定時間の間、犯罪者として扱われるようになる。また、犯罪者に対して回復魔法や支援魔法をかけた場合も同様に犯罪者となる。その他にプレイヤーの死体から所持品を剥ぎ取ったり街中にいるNPCを攻撃した場合も犯罪となる。
罪の重さにより犯罪者の体の光る色が異なる。黄色く光っている場合は軽犯罪で、街で衛兵に見つかっても見逃してもらえる状態で、数秒〜数分程度で元に戻るが、それが一定以上累積するとキャラクターのグラフィックが赤く光るようになり、街中では衛兵から攻撃され宿屋も利用できなくなる。そのため犯罪者は、衛兵がおらず一般冒険者・犯罪者を問わず誰でも利用できる宿屋が存在するスラム街に集まる。
多くのプレイヤーから恨みを買うと賞金首となることがあり、かけられた人数や金額が一定以上になるとキャラクターのグラフィックが紫に光る。